# Eduardo Costantini
Eduardo Francisco Costantini (Buenos Aires, 17 settembre 1946) è un imprenditore ed economista argentino, impegnato nel settore immobiliare e finanziario, fondatore e presidente del Museo d'Arte Latinoamericana di Buenos Aires (MALBA). 
Nel 2023 il suo patrimonio netto era, secondo Forbes, di 1,6 miliardi di dollari.

## Biografia
Costantini è nato a Buenos Aires nel 1946. È uno dei sette figli di una famiglia argentina della classe media. Ha conseguito una laurea in economia presso l'Universidad Católica Argentina (1971) e un master in economia quantitativa presso l'Università dell'East Anglia, in Inghilterra (1975).

## Carriera
È stato controller di Penta SA (1970-1972) e poi direttore finanziario (1973-1974). Tra il 1975 e il 1977 è stato membro del consiglio di amministrazione di Huancayo SA. Negli anni '80 è diventato agente di cambio e poi presidente di Consultatio Bursátil SA.  Tra il 1991 e il 1994 è stato vicepresidente del Banco Francés del Río de la Plata. Nel 1991 ha inoltre fondato Consultatio Asset Management, una società dedicata esclusivamente alla gestione di fondi di investimento principalmente in America Latina. Nello stesso anno ha fondato anche Consultatio SA, società dedicata allo sviluppo di grandi progetti immobiliari.
Attraverso questa società svilupperà Nordelta, la più grande impresa immobiliare in Argentina. Costruito nel 1999, il Nordelta si trova a Tigre, a 30 km dal centro di Buenos Aires. Si estende su 1.700 ettari, ha una popolazione di 35.000 abitanti, con due centri medici, cinque scuole, un centro commerciale con oltre 100 negozi e cinque cinema, un club sportivo, un campo da golf a 18 buche progettato da Jack Nicklaus, diversi ristoranti, due distributori di benzina e un hotel a cinque stelle.
Nel 2010 Consultatio SA ha sviluppato Puertos a Escobar, provincia di Buenos Aires, concepito come un progetto di urbanizzazione ecologica di 1.400 ettari con un proprio corridoio biologico con specie autoctone di piante e animali.
Con Consultatio SA, Costantini ha realizzato numerosi edifici a Buenos Aires, tra cui Catalinas Plaza (1995), Alem Plaza (1998), la Torre Grand Bourg e la torre aziendale Catalinas Norte, collocata nell'ultimo sito disponibile dell'area Catalinas nel Retiro all'ingresso nord di Puerto Madero.
Costantini ha realizzato progetti immobiliari anche fuori dall'Argentina. Ha costruito il complesso Las Garzas a  Rocha, Uruguay,  investendovi anche 10 milioni di dollari nella costruzione del ponte circolare – progettato da Rafael Viñoly - che collega i dipartimenti di Rocha e Maldonado.
Nel 2009 ha fondato negli Stati Uniti Consultatio Real Estate, responsabile dello sviluppo a Miami di Oceana Key Biscayne – un complesso di appartamenti e ville esclusive fronte mare – e Oceana Bal Harbour. Nei due complessi sono incluse opere di artisti tra cui Jeff Koons.

## Museo d'arte MALBA
Nel 1995 ha creato la Fondazione Eduardo F. Costantini con lo scopo di promuovere attività culturali ed educative a Buenos Aires. Nel settembre 2001 ha donato oltre 220 opere d'arte latinoamericane per aprire MALBA, Museo de Arte Latinoamericano de Buenos Aires (Museo d'Arte Latinoamericana di Buenos Aires). Questa è un'istituzione privata senza scopo di lucro con oltre 600 opere in mostra di artisti moderni e contemporanei, come Frida Kahlo, Diego Rivera, Remedios Varo, Tarsila do Amaral, Wifredo Lam, Xul Solar, Joaquín Torres-García, Emilio Pettorutti, Candido Portinari e Antonio Bernini. 
Il museo mescola la sua collezione permanente con mostre temporanee, programmi cinematografici e letterari e attività educative. La Fondazione Costantini copre il deficit del museo, circa 3 milioni di dollari all'anno. 
Come collezionista e promotore d'arte, Costantini  è membro del comitato consultivo internazionale della São Paulo Art Biennial Foundation. È stato anche Presidente del Consiglio presso il Museum of Modern Art (MoMA) di New York City, membro del comitato consultivo del David Rockefeller Center of Latin American Studies presso l'Università di Harvard e membro fondatore del circolo filantropico globale, Synergos Institute, New York. 

## Vita privata
Si è sposato due volte. La prima con María Teresa Costantini, dalla quale ha divorziato nel 1994. E ha convinto la sua ex moglie a conservare tutta la sua collezione d'arte. La seconda nel febbraio 2020, all'età di 73 anni, con  Elina Fernández Fantacci, 30 anni.
Sette i figli: María Teresa, Mariana, María Soledad, Eduardo, Tomás, Malena e Gonzalo. Vive a Buenos Aires.